# NGC 773
NGC 773 este o liner situată în constelația Balena. A fost descoperită în 27 noiembrie 1785 de către William Herschel.